# فرودگاه سانشاین کوست
فرودگاه سانشاین کوست (به انگلیسی: Sunshine Coast Airport) یک فرودگاه همگانی با کد یاتا MCY است که یک باند فرود آسفالت دارد و طول باند آن ۱۸۰۳ متر است. این فرودگاه در کشور استرالیا قرار دارد و در ارتفاع ۵ متری از سطح دریا واقع شده‌است.